# Lo Ka Chun
Lo Ka Chun (chiń. 盧家駿; ur. 11 listopada 1977 w Hongkongu) – hongkoński kierowca wyścigowy.

## Kariera
Lo rozpoczął karierę w wyścigach samochodowych w 2000 roku od startów w dywizji 1 Asian Touring Car Championship, gdzie pięciokrotnie stawał na podium. Z dorobkiem 104 punktów uplasował się na piątej pozycji w klasyfikacji generalnej.Cztery lata później był mistrzem w dywizji 1.
W World Touring Car Championship Hongkończyk został zgłoszony do rundy w Makau w sezonie 2011. Nie został jednak dopuszczony do żadnego wyścigu.